# Bilateralizm
Bilateralizm – wzajemna, obustronna, a często jednoczesna realizacja zobowiązań dwóch państw lub organizacji międzynarodowych względem siebie. Zobowiązania te realizowane są w myśl wcześniej ustalonych umów dwustronnych pomiędzy zainteresowanymi krajami.
W XIX i na początku XX wieku, opierając się na teorii kosztów komparatywnych, wykazano, że wielostronność wymiany międzynarodowej (multilateralizm), wyrażając się w swobodnym przepływie towarów, usług i pieniędzy między wieloma państwami, sprzyja przyśpieszeniu rozwoju gospodarki każdego z nich. Wyrazem takiej polityki gospodarczej było znoszenie ograniczeń przywozu i wywozu, rozpowszechnienie zastosowania klauzuli największego uprzywilejowania w traktatach handlowych i zawieranie konwencji regulujących wiele problemów utrudniających wymianę międzynarodową.
Trudności gospodarcze powstałe po I i II wojnie światowej spowodowały na pewien okres powrót do polityki rozwiązywania międzynarodowych problemów gospodarczych w drodze bilateralnej. Bilateralizm zaczął być w związku z tym traktowany jako przejaw ułomności w międzynarodowych stosunkach gospodarczych. Wyrazem tego było tworzenie międzynarodowych organizacji gospodarczych o zasięgu światowym, a następnie ściślejszych związków gospodarczych państw w różnych regionach świata, zwłaszcza w Europie.
Bilateralizm przejawia się w:
- wprowadzaniu ograniczeń dewizowych
- dokonywaniu rozliczeń międzynarodowych za pomocą clearingu bilateralnego
- wprowadzaniu ograniczeń ilościowych przywozu (kontyngentowaniu przywozu)
- wprowadzaniu barier pozataryfowych

Nie zawsze bilateralizm powoduje ograniczenie stosunków gospodarczych, świadczy o tym popieranie i rozwój w poszczególnych państwach bilateralnych izb skarbowych, których zadaniem jest rozwój stosunków gospodarczych między dwoma krajami.